# Beaulandais
Beaulandais is een plaats en voormalige gemeente in het Franse departement Orne in de regio Normandië en telt 145 inwoners (2004). De plaats maakt deel uit van het arrondissement Alençon.

## Geschiedenis
Beaulandais is op 1 januari 2016 gefuseerd met de gemeenten La Baroche-sous-Lucé, Juvigny-sous-Andaine, Loré, Lucé, Saint-Denis-de-Villenette en Sept-Forges tot de gemeente Juvigny Val d'Andaine. 

## Geografie
De oppervlakte van Beaulandais bedraagt 8,6 km², de bevolkingsdichtheid is 16,9 inwoners per km².
De onderstaande kaart toont de ligging van Beaulandais met de belangrijkste infrastructuur en aangrenzende gemeenten.

## Demografie
Onderstaande figuur toont het verloop van het inwonertal (bron: INSEE-tellingen).
La Baroche-sous-Lucé · Beaulandais · Juvigny-sous-Andaine · Loré · Lucé · Saint-Denis-de-Villenette · Sept-Forges